# Figurer fra Yallahrup Færgeby
Nedenstående er en liste over figurer i julekalenderen Yallahrup Færgeby fra 2007.

## Oversigt
| Figur           | Stemme                 | Rolle                        |
| --------------- | ---------------------- | ---------------------------- |
| Ali             | Özlem Saglanmak        | Hovedperson                  |
| Hassan          | Hadi Ka-Koush          | Alis ven                     |
| Hanne           | Vibeke Hastrup         | Skolelærerinde og -inspektør |
| Morten          | Esben Pretzmann        | Skolebibliotikar             |
| Louise          | Annevig Schelde Ebbe   | Leder af "Crazy Girls"       |
| Dilan           | Louise Hart            | Medlem af "Crazy Girls"      |
| Den stille pige | Cecilie Enevold        | Medlem af "Crazy Girls"      |
| Dennis          | Vibeke Dueholm         | Den lokale pusher            |
| Skolelægen      | Pauline Rehné          | Skolelæge                    |
| Abu Babu        | Farshad Kholghi        | Lokal terrorist              |
| Ghandi          | Kuku Agami             | Pizzamand                    |
| 2pac            | Kuku Agami             | Alis forbillede (2pac)       |
| Lille Knud      | Otto Mølgaard Jakobsen | Skolens prygelknabe          |
| Alkoholikeren   | Rune "Kalle" Bjerkø    | Alkoholiker                  |
| Fifi            |                        | Hannes hund                  |
| Bad dog         |                        | Kamphund                     |

## Figurer

### Ali
Ali er seriens hovedperson og 12 år gammel og bor i den danske betonforstad Yallahrup Færgeby, hvor han går på den lokale skole. Han er 3. generations indvandrer, og er fra Palæstina. Han drømmer om at blive ligesom sit store idol Tupac Shakur, men de fleste har svært ved at tage ham seriøst da han er forholdsvis lav og sent udviklet.
Alis bedste ven er marokkaneren Hassan som han konstant er sammen med. De to er outsidere, der begge prøve at score pigerne fra pigebanden "Crazy Girls". 
Når Ali og Hassan ikke er i skole hænger de ud i deres rygerklub, som ganske vist ligger i skolebiblioteket, men som alligevel er en "tjotalt psyko rygerklub".
Ali bliver stemmelagt af skuespillerinden Özlem Saglanmak.

### Dennis
Dennis er 15 år gammel, og Yallahrups lokale pusher. Han er ikke særlig kvik, sælger ulovligt hash og kører konstant rundt på sin knallert (i Danmark skal man være 16 for at få knallertcertifikat). 
Han opfører sig tydeligvis som om han er påvirket af hash, og taler utrolig sløret og difust. Han kan altid ses med nogle store høretelefoner ved hovedet.
Dennis er også kendt for sin enorme fysiske styrke og alle børnene i byen synes Dennis er den sejeste, samt pigerne, der er vilde med ham. Det der udseendesmæssigt adskiller Dennis fra de andre i forstadsmiljøet er hans blå øjne og blonde hår. 
De 2 indvandrer drenge Ali og Hassan, ser meget op til Dennis og vil gerne være som ham. Men når de prøver at være en del af hans interesser, ender det altid galt. Dennis er især meget efter den lille dreng Lille Knud, der kun er 9 år gammel.
Dennis har et meget vulgært sprog og bruger utalige gange vendingen: "Sut min pik!".
Denniss temasang er technosangen "Sut Min Pik", der egentlig ikke rigtig handler om noget.
Dennis bliver stemmelagt af skuespillerinden Vibeke Dueholm.

### Hassan
Hassan Haqmudi er Alis bedste ven. Hassan er 13 år gammel og bor i den danske betonforstad Yallahrup Færgeby, hvor han går i 6. klasse på den lokale skole. Han er 2. generations indvandrer fra Marokko og er forholdsvis stærk. 
Han hænger konstant ud med sin bedste ven Ali, som han ønsker at hjælpe og gør alt for. De to er outsidere, der begge prøver at score skolens "Crazy Girls". Hassans problem er at han er alt for flink, og det er svært når han sammen med Ali drømmer om at blive en ægte gangster.
Hassan temasang er bluessangen "Den Sygeste Å", der handler om hans venskab til Ali og om hvor meget han holder af ham.
Hassan bliver stemmelagt af skuespilleren Hadi Ka-Koush. 

### Morten
Morten Nedergaard er 38 år gammel, single og Yallahrups skolebibliotekar. Han lider af en mangeårig stressrelateret depression, som han forsøger at dulme med diverse psykofarmaka og lange telefonsamtaler med terapeuten Niels Peter, der ikke ses i serien, men kun optræder som stemme i telefonen.
Morten bliver konstant generet og drillet af Ali og Hassan.
Mortens temasang er den Johnny Cash-inspirerede bluessang Stressrelateret Despression, der handler om hans daglige problemer og vanskeligheder i sit liv med hensyn til hans depression.
Morten bliver stemmelagt af komikeren Esben Pretzmann.